# Ingrid Lotz

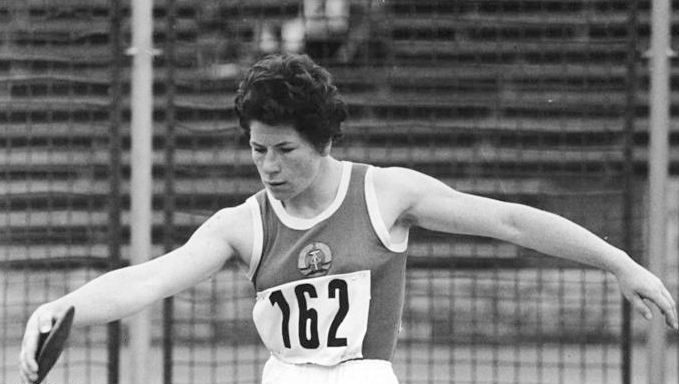
Ingrid Lotz

Ingrid Lotz, geborene Eichmann (* 11. März 1934 in Malliß, Landkreis Ludwigslust, Mecklenburg) ist eine deutsche Leichtathletin, die bei den Olympischen Spielen 1964 in Tokio die Silbermedaille im Diskuswurf gewann (57,21 m – ungültig – 55,41 – ungültig – 54,59 – 54,74). Sie startete bei diesen Spielen in einer gemeinsamen deutschen Mannschaft für die DDR und stellte dort zusammen mit ihrem Mann, dem Leipziger Hammerwerfer Martin Lotz, das einzige deutsche Ehepaar.
Ingrid Lotz startete für den SC DHfK Leipzig und trainierte bei Karl-Heinz Bauersfeld. In ihrer aktiven Zeit war sie 1,69 m groß und wog 71 kg. Nach Beendigung ihrer aktiven Laufbahn wurde sie Sportlehrerin.

## Auszeichnungen
- 1964: Vaterländischer Verdienstorden in Bronze[1]